# حمرور إكليلية المروج
حمرور إكليلية المروج (الاسم العلمي:Hyparrhenia filipendula) هو نوع من النباتات يتبع جنس الحمرور من الفصيلة النجيلية.